# Mesoeucrocodilians
Els mesoeucrocodilis (Mesoeucrocodylia) són un clade d'arcosaures crurotarsis crocodiliformes que aparegueren al Triàsic mitjà i encara existeixen avui en dia. Aquest clade fou erigit per a substituir el grup parafilétic Mesosuchia i es defineix com el clade més inclusiu que conté Crocodylus niloticus (Laurenti, 1768), però no Protosuchus richardsoni (Brown, 1933).